# دارك سولز
دارك سولز (بالإنجليزية: Dark Souls) (باليابانية: ダークソウル) (نطق ياباني:Dāku Sōru)، هي لعبة فيديو من تطوير ستوديو فروم سوفتوير اليابانية، ومن نشر بانداي نامكو إنترتينمنت، صدرت اللعبة في الأسواق سنة 2011، وتم إعادة الإصدار في شهر مايو 2018.

## المواقع الخارجية
- دارك سولز على موقع IMDb (الإنجليزية)
- الموقع الرسمي
 (تم أرشفة الصفحة)